# Asociación Porteña de Fútbol Profesional 1942
El Campeonato de la Asociación Porteña de Fútbol Profesional 1942 o simplemente La Porteña 1942 (por como era conocida popularmente), fue la 3.a edición de este torneo, competición de carácter oficial y profesional, correspondiente a la temporada 1942 se jugó en paralelo al implementado en Santiago por la Asociación Central de Fútbol de Chile. Fue organizado por la Asociación Porteña de Fútbol Profesional.
Este torneo presentó una novedad, que era el formato de juego, al jugarse nuevamente solo una rueda en vez de dos.
El campeón fue el Santiago Wanderers Football Club, que, en la cuarta fecha venció por 4:3 a Deportes Viña del Mar, adjudicándose su segundo título de la Asociación Porteña de Fútbol Profesional una jornada antes de finalizar el torneo.

## Sistema de competición
Consta de un grupo único integrado por seis clubes de la Provincia de Valparaíso . Siguiendo un sistema de liga, los seis equipos se enfrentaron todos contra todos en una ocasión, en campo neutro, sumando un total de 5 jornadas. El orden de los encuentros fue decidido por sorteo antes de empezar la competición.
La clasificación final se establecerá teniendo en cuenta los puntos obtenidos en cada enfrentamiento, a razón de dos por partido ganado, uno por empate y ninguno en caso de derrota. Si al finalizar el campeonato dos equipos igualan a puntos, los mecanismos para desempatar la clasificación son los siguientes:
- El que tiene una mayor diferencia entre goles a favor y en contra en los enfrentamientos entre ambos.
- Si persiste el empate, se tiene en cuenta la diferencia de goles a favor y en contra en todos los encuentros del campeonato.

Si el empate a puntos se produce entre tres o más clubes, los sucesivos mecanismos de desempate son los siguientes:
- La mejor puntuación que a cada uno corresponde a tenor de los resultados de los partidos jugados entre sí por los clubes implicados.
- La mayor diferencia de goles a favor y en contra, considerando únicamente los partidos jugados entre sí por los clubes implicados.
- La mayor diferencia de goles a favor y en contra teniendo en cuenta todos los encuentros del campeonato.
- El mayor número de goles a favor teniendo en cuenta todos los encuentros del campeonato.

## Equipos participantes
| Equipo                               | Ciudad                        |
| ------------------------------------ | ----------------------------- |
| Deportes Viña del Mar                | Viña del Mar                  |
| Deportivo Las Zorras                 | Valparaíso (Cerro Las Zorras) |
| Fosfato Cemento Melón                | La Calera                     |
| Gimnástico-Administración del Puerto | Valparaíso                    |
| La Cruz FC                           | Valparaíso (Cerro La Cruz)    |
| Santiago Wanderers FC                | Valparaíso                    |

## Clasificación
|    | Equipo                           | PTS | PJ | PG | PE | PP | GF | GC | DG  |
| -- | -------------------------------- | --- | -- | -- | -- | -- | -- | -- | --- |
| 1. | Santiago Wanderers FC            | 10  | 5  | 5  | 0  | 0  | 23 | 7  | +16 |
| 2. | Fosfato Cemento Melón            | 6   | 5  | 3  | 0  | 2  | 20 | 17 | +3  |
| 3. | Deportes Viña del Mar            | 6   | 5  | 2  | 2  | 1  | 14 | 12 | +2  |
| 4. | Deportivo Las Zorras             | 3   | 5  | 1  | 1  | 3  | 10 | 18 | -8  |
| 5. | La Cruz FC                       | 3   | 5  | 1  | 1  | 3  | 8  | 17 | -9  |
| 6. | Gimnástico-Administración Puerto | 2   | 5  | 1  | 0  | 4  | 9  | 13 | -4  |

     Campeón.

## Resultados
| Fecha 1               | Fecha 1   | Fecha 1                          | Fecha 1                 | Fecha 1         |
| Local                 | Resultado | Visita                           | Estadio                 | Fecha           |
| --------------------- | --------- | -------------------------------- | ----------------------- | --------------- |
| Santiago Wanderers    | 7 - 0     | Fosfato Cemento Melón            | Municipal de Valparaíso | 10 de octubre   |
| La Cruz               | 2 - 1     | Deportivo Las Zorras             | Municipal de Valparaíso | 21 de noviembre |
| Deportes Viña del Mar | 3 - 1     | Gimnástico-Administración Puerto | Municipal de Valparaíso | 21 de noviembre |

| Fecha 2               | Fecha 2   | Fecha 2                          | Fecha 2                 | Fecha 2       |
| Local                 | Resultado | Visita                           | Estadio                 | Fecha         |
| --------------------- | --------- | -------------------------------- | ----------------------- | ------------- |
| Deportes Viña del Mar | 2 - 2     | Deportivo Las Zorras             | Las Zorras              | 17 de octubre |
| Santiago Wanderers    | 2 - 1     | Gimnástico-Administración Puerto | Municipal de Valparaíso | 18 de octubre |
| Fosfato Cemento Melón | 5 - 1     | La Cruz                          | Municipal de La Calera  | 18 de octubre |

| Fecha 3                          | Fecha 3   | Fecha 3               | Fecha 3                 | Fecha 3        |
| Local                            | Resultado | Visita                | Estadio                 | Fecha          |
| -------------------------------- | --------- | --------------------- | ----------------------- | -------------- |
| La Cruz                          | 3 - 6     | Santiago Wanderers    | Municipal de Valparaíso | 31 de octubre  |
| Gimnástico-Administración Puerto | 2 - 4     | Deportivo Las Zorras  | Las Zorras              | 1 de noviembre |
| Deportes Viña del Mar            | 4 - 3     | Fosfato Cemento Melón | Las Zorras              | 1 de noviembre |

| Fecha 4                          | Fecha 4   | Fecha 4               | Fecha 4                 | Fecha 4        |
| Local                            | Resultado | Visita                | Estadio                 | Fecha          |
| -------------------------------- | --------- | --------------------- | ----------------------- | -------------- |
| Gimnástico-Administración Puerto | 3 - 0     | La Cruz               | Municipal de Valparaíso | 7 de noviembre |
| Fosfato Cemento Melón            | 8 - 4     | Deportivo Las Zorras  | Municipal de Valparaíso | 8 de noviembre |
| Santiago Wanderers               | 4 - 3     | Deportes Viña del Mar | Municipal de Valparaíso | 8 de noviembre |

| Fecha 5                          | Fecha 5   | Fecha 5               | Fecha 5                 | Fecha 5         |
| Local                            | Resultado | Visita                | Estadio                 | Fecha           |
| -------------------------------- | --------- | --------------------- | ----------------------- | --------------- |
| Deportes Viña del Mar            | 2 - 2     | La Cruz               | Municipal de Valparaíso | 5 de diciembre  |
| Deportivo Las Zorras             | 0 - 4     | Santiago Wanderers    | Las Zorras              | 15 de noviembre |
| Gimnástico-Administración Puerto | 2 - 4     | Fosfato Cemento Melón | Las Zorras              | 15 de noviembre |

## Campeón
| Santiago Wanderers FC |
| Campeón               |
| 2.° título            |

#### Periódicos y publicaciones
- Diario La Unión (20.758). 1942.
- Diario La Unión (20.765). 1942.
- Diario La Unión (20.766). 1942.
- Diario La Unión (20.779). 1942.
- Diario La Unión (20.780). 1942.
- Diario La Unión (20.786). 1942.
- Diario La Unión (20.787). 1942.
- Diario La Unión (20.794). 1942.
- Diario La Unión (20.800). 1942.
- Diario La Unión (20.814). 1942.

| Predecesor: La Porteña 1941 abril ‑ diciembre de 1941 | Campeonato oficial de la Asociación Porteña de Fútbol Profesional La Porteña 1942 octubre ‑ diciembre de 1942 | Sucesor: La Porteña 1943 junio ‑ octubre de 1942 |

- Datos: Q115476289